# 金珉程
金珉程（韩语： Gim Minjeong，1988年8月8日—），韩国女子柔道运动员，2014年亚洲运动会女子团体银牌得主和女子78公斤以上级铜牌得主、2018年亚洲运动会女子78公斤以上级银牌得主和混合团体铜牌得主。